# Ulrichova vila
Ulrichova vila je prvorepubliková historizující vila, situovaná na severním okraji města Nový Bydžov v okrese Hradec Králové. 

## Historie
Vila byla vybudována v roce 1910 (1911) stavební společností Urban. V roce 1990 bylo zahájeno řízení na prohlášení objektu kulturní památkou, v současné době (2022) nicméně již objekt není navržen k památkové ochraně.
V roce 2015 (2021) byla vila na prodej. Tou dobou byl objekt ve stavu vyžadujícím rekonstrukci.

## Popis
Vila je umístěna v západní části pozemku na Třídě B. Smetany. Jedná se o zděný, kompletně podsklepený objekt se dvěma nadzemními podlažími a půdou. Nápadným prvkem je především věž s jehlanovou střechou a dřevěným ochozem. V přízemí domu se nachází 7 obytných místností a kuchyně, v patře 5 obytných místností, úrovně domu jsou vzájemně propojeny schodištěm.